# Дойдунский наслег
Дойдунский наслег — сельское поселение в Мегино-Кангаласском улусе Якутии Российской Федерации.
Административный центр — село Хапчагай.

## История
Статус и границы сельского поселения установлены Законом Республики Саха (Якутия) от 30 ноября 2004 года N 173-З N 353-III «Об установлении границ и о наделении статусом городского и сельского поселений муниципальных образований Республики Саха (Якутия)».

## Население
| 2002 | 2010 | 2011 | 2012 | 2013 | 2014 | 2015 |
| ---- | ---- | ---- | ---- | ---- | ---- | ---- |
| 133  | ↘132 | →132 | ↘130 | ↘129 | ↘127 | ↗132 |
| 2016 | 2017 | 2018 | 2019 | 2020 | 2021 |      |
| ↘116 | ↗119 | ↘116 | ↘107 | ↗110 | ↗112 |      |

### Национальный состав
Население в основном состоит из якутов.

## Состав сельского поселения
| № | Населённый пункт | Тип населённого пункта       | Население |
| - | ---------------- | ---------------------------- | --------- |
| 1 | Кердюген         | село                         | ↘6        |
| 2 | Хапчагай         | село, административный центр | ↘120      |

## Местное самоуправление
Глава наслега с октября 2012 года — Фёдор Лазаревич Фёдоров.

## Инфраструктура
В селе Хапчагай действует Дойдунская общеобразовательная начальная школа — детский сад. С 2005 года существует крестьянское хозяйство «Уйгу», есть почтовый пункт и ветеринарный участок.